# Quebrada Coscaya
El río Coscaya o quebrada Coscaya es un curso natural de agua que nace en el Altiplano chileno, fluye en la Región de Tarapacá y desemboca en el río Tarapacá. Tiene aguas termales en sus orígenes.

## Trayecto
Los orígenes de la quebrada de Coscayo están en la divisoria de aguas de su hoya y la del río Ocacucho, que esta más al este. Sus cabezales drenan las laderas de los cerros de Quimsachata, de donde viene su formativo más importante, la quebrada de Tucuruma, con un aporte de 90 l/s, que ya se ha juntado con la quebrada Andrés Quiguata. En su trayecto hacia el oeste recoge las aguas de la Pampa Lirima, amplia meseta situada sobre 4000 m de elevación, con varias aguadas de cierta importancia que provienen principalmente del lado norte, tales como Chaivlri, Pocopoco, Chancahuano con nacimiento en el cerro Lirima. Los terrenos arenosos van consumiendo el delgado caudal de todas estas quebradas por lo que al formarse en definitiva la quebrada Coscaya lleva un caudal de unos 150 l/s. En la localidad de Poroma se riegan unas 70 há de chacras con 80 l/s de agua de calidad aceptable. La longitud de este afluente sur es de aproximadamente 62 km.: 65 
Entre sus orígenes, Risopatrón nombra la quebrada de Chalvire, las aguadas de Chaivire y las Aguas de Quiguata que son termales, sulfurosas i provienen de geyseres que revientan al S del cerro de Lirima.

## Caudal y régimen
El régimen de caudales de la quebrada de Coscaya es pluvial, pero tiene la particularidad de tener crecidas en invierno y verano, debido a lluvias invernales y estivales.: 28 

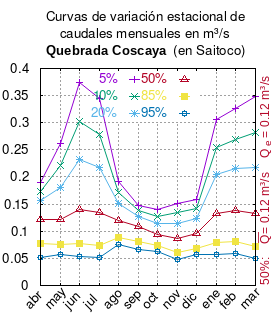
Curvas de variación estacional de la quebrada Coscaya en Saitoco.

El caudal del río (en un lugar fijo) varía en el tiempo, por lo que existen varias formas de representarlo. Una de ellas son las curvas de variación estacional que, tras largos periodos de mediciones, predicen estadísticamente el caudal mínimo que lleva el río con una probabilidad dada, llamada probabilidad de excedencia. La curva de color rojo ocre (con {\displaystyle {\color {Red}\vartriangle }}) muestra los caudales mensuales con probabilidad de excedencia de un 50%. Esto quiere decir que ese mes se han medido igual cantidad de caudales mayores que caudales menores a esa cantidad. Eso es la mediana (estadística), que se denota Qe, de la serie de caudales de ese mes. La media (estadística) es el promedio matemático de los caudales de ese mes y se denota {\displaystyle {\overline {Q}}}. 
Una vez calculados para cada mes, ambos valores son calculados para todo el año y pueden ser leídos en la columna vertical al lado derecho del diagrama. El significado de la probabilidad de excedencia del 5% es que, estadísticamente, el caudal es mayor solo una vez cada 20 años, el de 10% una vez cada 10 años, el de 20% una vez cada 5 años, el de 85% quince veces cada 16 años y la de 95% diecisiete veces cada 18 años. Dicho de otra forma, el 5% es el caudal de años extremadamente lluviosos, el 95% es el caudal de años extremadamente secos. De la estación de las crecidas puede deducirse si el caudal depende de las lluvias (mayo-julio) o del derretimiento de las nieves (septiembre-enero).

## Historia
Francisco Solano Asta-Buruaga y Cienfuegos escribió en 1899 en su obra póstuma Diccionario Geográfico de la República de Chile sobre el la aldea Coscaya:
Coscaya.-—Aldea situada en la serranía oriental del departamento de Tarapacá á 2,957 metros de altitud hacia la cabecera de la quebrada de Mocha y distante 55 kilómetros al NE. de la ciudad de Tarapacá. La pueblan unos 250 habitantes, y la rodean cortos terrenos sembradíos.
Sobre la Pampa Lirima escribe Luis Risopatrón:
Lirima (Pampa de) 19° 52' 68° 54'. Es bonita, tiene unos 25 kilómetro de N a S i cerca de 15 km de E a W, es de suelo parejo i suave i se encuentra a 4 000 m de altitud, al S del cerro del mismo nombre, en los oríjenes de la quebrada de Coscaya; brotan en ella diversos geiseres, uno de los cuales da agua a la temperatura de 50 a 60° C. Desembocan en ella una serie de quebradas, tanto por el lado N como por el S i algunas de cierta importancia, que tienen sus lechos tranformados en bofedales. 96, p. 102 i 104; 116, p. 295; 126, 1919, p. 296 i mapa; 134; i 156.
Sobre el origen de las aguas termales:
Quiguata (Aguas) 19° 50' 68° 51' Son termales, sulfurosas i provienen de geyseres que revientan al S del cerro de Lirima, en los oríjenes de la quebrada de Coscaya. 85, p. 111: vertiente termal en 63, p. 101; geyseres en 77, p. 79; i volcanes de agua en 95, p. 50; de Andrés Quiguata en 96, p. 109; i termas Baños de Quiguata en 68, p. 37.